# Iphitrachelus lar
Iphitrachelus lar är en stekelart som beskrevs av Alexander Henry Haliday 1836. Iphitrachelus lar ingår i släktet Iphitrachelus och familjen gallmyggesteklar. Arten är reproducerande i Sverige. Inga underarter finns listade i Catalogue of Life.